# 海角山斑馬
海角山斑馬（學名：Equus zebra zebra），又名南非山斑馬或開普山斑馬，是棲息在南非西開普省及東開普省的山斑馬亞種。牠們主要吃草，但也會吃灌木。有指牠們應與哈特曼山斑馬分開，成為獨立的物種，但卻沒有足夠的遺傳學證據支持。
隨著山斑馬數量逐漸減少，1937年南非當局在東開普省設立山斑馬國家公園，目的是為了保護數量稀少的海角山斑馬，並防止其絕滅。